# Allied Universal

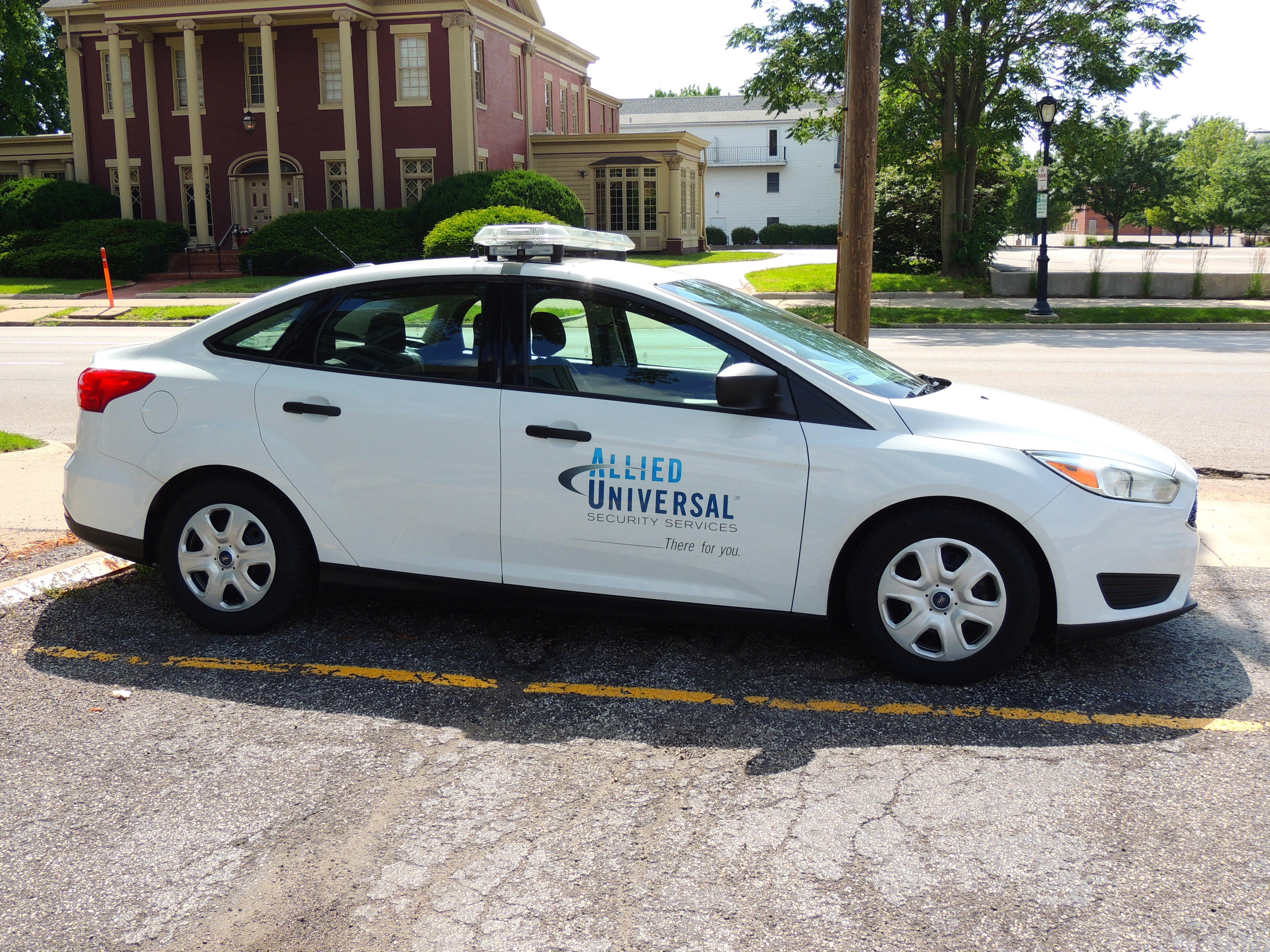
Allied Universal Sicherheitsdienst

Allied Universal ist ein amerikanisches privates Unternehmen für Sicherheitsdienstleistungen und Personalbereitstellung mit Sitz in Conshohocken, Pennsylvania und Irvine (Kalifornien). Begründet 2016 durch den Zusammenschluss von AlliedBarton und Universal Protection Service (Universal Services of America), ist Allied Universal der weltweit größte Bereitsteller von Wachmannschaften und zugleich das drittgrößte Unternehmen mit 800 000 Beschäftigten.

## Geschichte
Allied Universal begann als zwei voneinander getrennte Unternehmen: AlliedBarton and Universal Protection Services.

### AlliedBarton
AlliedBarton wurde 1957 gegründet als Allied Security in Pittsburgh, Pennsylvania als Bereitsteller von Sicherheitswachleuten und damit verbundenen Diensten.
Im Jahre 2004 übernahm Allied Security die in Malden (Massachusetts) ansässige Firma Security Systems Inc. (SSI) sowie die in Atlanta, Georgia, ansässige Barton Protective Services und vereinigte diese Unternehmen zu AlliedBarton Security Services, dem größten in den Vereinigten Staaten ansässigen Unternehmen für Sicherheitsdienstleistungen.

### Universal Protection Service
Das Unternehmen wurde 1965 als Hausmeisterdienstleister gegründet und 1969 um Sicherheitsdienstleistungen erweitert.

## 2016 bis heute
Im Jahre 2016 verschmolzen AlliedBarton and Universal Services of America zu Allied Universal. Im Februar 2017 begann das Unternehmen seine Aktivitäten unter dem neuen Namen. Nach dem Zusammenschluss wurde Allied Universal zum größten Sicherheitsunternehmen in Nordamerika.
Im Januar 2018 zahlte das Unternehmen 90 000 USD an eine moslemische Angestellte in Kalifornien, die eine religiöse Freistellung von den unternehmenseigenen Kleidungsvorschriften gefordert hatte und deswegen entlassen worden war. Ebenfalls 2018 strahlte der Radiosender This American Life eine stundenlange Sonderberichtsfolge aus über Vorwürfe wegen sexueller Belästigung und rassistischer Beleidigung am JFK-Flughafen sowie die Stellungnahme des Unternehmens dazu. In Beantwortung der Vorwürfe erklärte das Unternehmen in einer Stellungnahme, dass „diese Einzelfälle nicht bezeichnend für unsere Kultur und Arbeitsethik“ seien und dass es „Nulltoleranz gegenüber sexueller Belästigung“ gäbe. Ein ähnlicher Vorwurf wurde später von einer Klägerin freiwillig fallen gelassen.
Im Juli kündigte Allied Universal die Übernahme des in Georgia ansässigen Unternehmens US Security Associates an, zusammen mit dessen Tochter Staff Pro, für 1.5 Milliarden USD.
Am 21. November 2019 wurde das Unternehmen von der Maze Group (Malware Family) mit erpresserischer Software angegriffen, was sich jedoch als Bluff herausstellte, um das Unternehmen auf Sicherheitsmängel in der eigenen IT aufmerksam zu machen.
Im Dezember veräußerte der Mehrheitseigner Wendel den Großteil seiner Beteiligung an den kanadischen Pensionsfonds CDPQ und eine neue Investorengruppe unter Führung von Warburg Pincus und eine Tochtergesellschaft der J. Safra Group.
Im Januar 2021 übernahm Allied Universal den in Atlanta ansässigen Wettbewerber SecurAmerica. Die Übernahme wurde im April 2021 abgeschlossen, wodurch ein kombiniertes Unternehmen mit 800.000 Mitarbeitern und einem Umsatz von mehr als 18 Milliarden USD entstand.

### Übernahme von G4S
Im Dezember 2020 nahmen Vorstand und Anteilseigner einvernehmlich das Angebot von Allied Universal zur Übernahme des britischen Sicherheitsunternehmens G4S für 5,1 Milliarden USD an. Die Übernahme wurde im April 2021 vollzogen.

## Dienste und Unternehmungen
Allied Universal erstellt Sicherheitsdienstleistungen, einschließlich Zugangskontrollen, der Beseitigung von Störungen, der Verfolgung von Alarmmeldungen und IP-gestützte Video-Überwachung; Hausmeisterdienste; Übergangs-Planungen; Rasenpflege; Ausstattungsdienste. Allied Universal ist in folgenden Ländern tätig: Vereinigte Staaten, Vereinigtes Königreich, Kanada, Mexiko, Honduras, Puerto Rico, U.S. Virgin Islands, und Nicaragua. Im Februar 2022 waren etwa 800 000 Mitarbeiter beschäftigt.